# ウエクチクサリヒメウズムシ
ウエクチヒメウズムシ (Stenostomum simplex) とは、小鎖状綱 クサリヒメウズムシ科 クサリヒメウズムシ属に属する自由生活性の扁形動物の一種。

## 概要
成体の体長は、1 mm程度であり、頭部の背面に口があり、末端が鈍く尖る。眼の位置に光屈折器 （light-refracting bodies）があることがクサリヒメウズムシ属 の特徴であるが、光屈折器の中に微小球体が存在しないことが本種の特徴である。日本においては、主として水田で見つかり、湛水期間後半の水稲株周辺に多く生息しているが、浄化槽でも見られることがある。繊毛虫を食べるが、特に上方に向いた口で浮遊する繊毛虫であるハルテリア属（Halteria）を吸い込む芸当は見事である。日本の他に、アメリカ大陸で見つかっている。